# Mendoncia combretoides
Mendoncia combretoides är en akantusväxtart som först beskrevs av A. Cheval., Hutchinson och Dalziel, och fick sitt nu gällande namn av Raymond Benoist. Mendoncia combretoides ingår i släktet Mendoncia och familjen akantusväxter. Inga underarter finns listade i Catalogue of Life.